# Ultrapar
Ultrapar — бразильский конгломерат, владеющий сетью автозаправок и аптек. В списке крупнейших компаний мира Forbes Global 2000 за 2022 год заняла 1807-е место (585-е по размеру выручки). Крупнейшим акционером (25 %) является компания Ultra S.A., контролируемая потомками основателя.

## История
Компания была основана в 1937 году Эрнесто Игелем (Ernesto Igel, 1893—1966) под названием Empresa Brasileira de Gáz a Domicilio (Бразильское предприятие бытового газа), через год сменила название на Ultragaz. Первоначально продавала в баллонах газ, оставшийся на заправочных станциях для Цепеллинов, курсировавших между Европой и Бразилией (к этому времени их эксплуатация была прекращена). В 1959 году во главе компании стал сын основателя Пери Игель (Pery Igel, 1921—1998). Он перенёс штаб-квартиру из Рио-де-Жанейро в Сан-Паулу и создал дочерние компании Oxiteno (1970 год, нефтехимия) и Ultracargo (1966 год, хранение жидкостей). В 1999 году акции Ultrapar были размещены на фондовых биржах Сан-Паулу и Нью-Йорка. Позже сфера интересов компании была расширена компаниями Ipiranga (сеть АЗС, куплена в 2007 году) и Extrafarma (сеть аптек, куплена в 2013 году).

## Деятельность
Основные составляющие по состоянию на 2020 год:
- Ultragaz — продажа баллонов с бытовым газом для домохозяйств и промышленности (1,73 млн тонн в год).
- Ultracargo — резервуары в 6 портах Бразилии для хранения химикатов, нефтепродуктов, растительных масел и других жидкостей, общая ёмкость 838 тыс. м³.
- Oxiteno — производство химической продукции, в основном поверхностно-активных веществ для бытовой химии, предприятия в Бразилии, США, Мексике и Уругвае, 750 тыс. тонн в год.
- Ipiranga — сеть из 7100 автозаправочных станций (вторая крупнейшая в Бразилии), ещё 1200 АЗС под брендом Jet Oil работают на правах франчайзинга; также сюда относится сеть из 1800 продуктовых магазинов и 810 мини-пекарен.
- Extrafarma — сеть из 405 аптек (7-я крупнейшая в Бразилии), выручка 2,1 млрд реалов.